# فهرست مجلات در اوکراین
این لیستی از مجلات در اوکراین است.
طبق قانون، که در ۱۶ ژانویه ۲۰۲۲ لازم الاجرا شد، همه رسانه‌های چاپی در اوکراین باید به (زبان دولتی) اوکراینی منتشر شوند. این قانون در مورد مطالبی که منحصراً به زبان تاتاری کریمه، سایر زبان‌های مردم بومی اوکراین یا به (دیگر) زبان رسمی اتحادیه اروپا منتشر می‌شود، اعمال نمی‌شود.
| مجله                  | گونه       | شهر  | شمارگان | زبان(ها)                |
| --------------------- | ---------- | ---- | ------- | ----------------------- |
| اروپلن                | دو ماه‌نامه |      | ۲۴/۰۰۰  | اوکراینی، انگلیسی       |
| اشپیگل-پروفیل         | هفته‌نامه   | کی‌یف | ۲۷/۶۰۰  | روسی                    |
| فوکوس                 | هفته‌نامه   | کی‌یف |         | روسی                    |
| گیم‌پلی                |            | کی‌یف | ۲۵/۰۰۰  | روسی                    |
| کرایینا               | هفته‌نامه   | کی‌یف | ۲۱/۸۰۰  | اوکراینی                |
| کریتایکا              | ماهنامه    | کی‌یف |         | اوکراینی                |
| لویو امروز            | ماهنامه    | لویو | ۵/۰۰۰   | انگلیسی                 |
| نوینار                | هفته‌نامه   |      |         | اوکراینی                |
| آربی‌جی-آزیموت         |            |      |         | روسی                    |
| پورتال گوتیک اوکراینی | هفته‌نامه   |      | ۶/۰۰۰   | اوکراینی، روسی، انگلیسی |
| هفته اوکراینی         | هفته‌نامه   |      |         | اوکراینی، انگلیسی       |
| اوکراینسکی تیژدن      | هفته‌نامه   |      | ۳۱/۱۰۰  | اوکراینی                |